# Звіт Спаака
Звіт Спаака або Брюссе́льський звіт про зага́льний спі́льний ри́нок — доповідь, розроблена Комітетом Спаака в 1956 році. Міжурядовий комітет, очолюваний Полем-Анрі Спааком, представив свій остаточний звіт 21 квітня 1956 року шести урядам держав-членів Європейської спільноти з вугілля та сталі.
Доповідь стала наріжним каменем Міжурядової конференції зі спільного ринку та Євратому у Валь-Дюшес у 1956 році та призвела до підписання 25 березня 1957 року Римських договорів про заснування Європейської економічної спільноти та Європейської спільноти з атомної енергії.

## Резюме
У звіті Спаака зроблено висновок, що погалузева інтеграція європейських економік буде важкою. Натомість горизонтальна інтеграція економіки шляхом поступового усунення торговельних бар’єрів, здавалося, є гарним шляхом. Мета мала бути досягнута шляхом створення митного союзу.
Щодо інтеграції енергетичних секторів, існувала інша позиція щодо атомної енергетики та вуглеводневих джерел енергії (нафта, вугілля). Інтеграція європейського сектору ядерної енергетики була бажаною через витрати, які перевищували фінансові можливості окремих держав. Інтеграція розвитку ядерної енергетики на наднаціональний рівень означала більш ефективне розподіл витрат на розвиток атомної енергетики. Інтеграція вуглеводневих джерел енергії на наднаціональному рівні була менш доцільною, оскільки цими джерелами енергії керували переважно транснаціональні компанії. Інтеграція електроенергії та паливного газу здавалася неактуальною, оскільки вони розподілялися виключно на національному рівні.